# العقيق (المضاربة والعارة)

تعديل مصدري - تعديل

العقيق هي إحدى قرى عزلة المضاربة بمديرية المضاربة والعارة التابعة لمحافظة لحج، بلغ تعداد سكانها 119 نسمة حسب تعداد اليمن لعام 2004.